# Talsperre Escaba
Die Talsperre Escaba (spanisch Represa Escaba bzw. Dique Escaba) ist eine Talsperre mit Wasserkraftwerk in der Provinz Tucumán, Argentinien. Sie staut den Río Marapa zu einem Stausee auf. Die Talsperre und das zugehörige Wasserkraftwerk werden auch als Wasserkraftwerkskomplex Escaba (span. Complejo hidroeléctrico Escaba) bezeichnet. Die Stadt Juan Bautista Alberdi liegt rund 15 km nordöstlich der Talsperre.
Die Talsperre dient der Stromerzeugung und der Trinkwasserversorgung. Mit ihrem Bau wurde 1943 begonnen. Sie wurde 1948 fertiggestellt. Die Talsperre und das Wasserkraftwerk sind in Staatsbesitz (Secretaría de Energía de la Nación). Die Konzession für den Betrieb wurde der Hidroeléctrica Tucumán S.A. am 3. Juli 1996 übertragen.

## Absperrbauwerk
Das Absperrbauwerk ist eine Pfeilerstaumauer aus Beton vom Typ Ambursen mit einer Höhe von 72 m über dem Flussbett (maximale Höhe 83 m). Die Mauerkrone liegt auf einer Höhe von 630,75 m über dem Meeresspiegel. Die Länge der Mauerkrone beträgt 262 (bzw. 280) m, ihre Breite an der Krone 7,8 m. Das Volumen des Absperrbauwerks liegt bei 169.000 m³.
Die Staumauer verfügt sowohl über eine Hochwasserentlastung als auch über einen Grundablass. Über die Hochwasserentlastung können maximal 1000 m³/s abgeleitet werden, über den Grundablass maximal 16 m³/s.

## Stausee
Das normale Stauziel liegt zwischen 603 und 629,75 m. Bei einem Stauziel von 629,75 m erstreckt sich der Stausee über eine Fläche von rund 5,39 km² und fasst 113,7 (bzw. 117,19 oder 126,1 oder 142,5) Mio. m³ Wasser. Das maximale Stauziel beträgt 630 m, das minimale 596,92 m.

## Kraftwerk
Das Maschinenhaus des Kraftwerks befindet sich etwa 3 km flussabwärts der Talsperre auf dem linken Flussufer. Die installierte Leistung beträgt 18 (bzw. 24) MW. Die durchschnittliche Jahreserzeugung wird mit 65 (bzw. 69, 72 oder 74) Mio. kWh angegeben. Die Jahreserzeugung schwankt: sie lag 2009 bei rund 36 Mio. kWh und 2001 bei 107,57 Mio. kWh. Das Kraftwerk ging im Januar 1955 mit der ersten Maschine in Betrieb. Die letzte Maschine wurde im April 1960 in Betrieb genommen.
Die drei Francis-Turbinen leisten jeweils maximal 8 MW und die Generatoren jeweils 10 MVA. Die Nenndrehzahl der Turbinen beträgt 600 min−1. Die Fallhöhe liegt zwischen 115 und 142 m. Der Durchfluss beträgt 21 m³/s (maximal 21,6, minimal 3 m³/s). In der Schaltanlage wird die Generatorspannung von 13,2 kV mittels Leistungstransformatoren auf 132 kV hochgespannt.